# A Head Full of Dreams (canção)
"A Head Full of Dreams" é uma canção da banda britânica de rock alternativo Coldplay. É a primeira faixa e o quarto single de seu álbum de estúdio homônimo.

## Antecedentes
A música foi gravada pela banda durante as sessões para o seu sétimo álbum de estúdio, A Head Full of Dreams em 2014, em seus estúdios The Bakery e The Beehive em North London, Inglaterra, ambos originalmente foram construídos para trabalhar em seus três álbuns de estúdio anteriores.
A música "desaparece com sinos chamativos, um pulso de dança sintética, um conjunto de bateria sendo tocada repetidamente, e um violão sendo tocado com uma melodia alta e curta."

## Recepção
Janine Schaults do Consequence of sound disse que a canção "abre com carrinhos que sinalizam a entrada em uma terra mágica - como abrir a porta para a fábrica de chocolate do Willy Wonka. Mas, a música não perde tempo ao seu verso genérico: "oh oh oh-a-oh", um tipo de coisa que um incandescente mar de wailers, gritarão para os rafters dos estádios que a banda visitará em turnê no próximo ano. Um pouco preguiçoso, pode-se argumentar, mas, como Martin disse ao Wall Street Journal, 'ele não quer nada para conseguir o caminho de humor na música'... você não pode traduzir a melodia em palavras."

## Faixas e formatos
| Download digital |                         |         |  |
| N.º              | Título                  | Duração |  |
| 1.               | "A Head Full of Dreams" | 3:43    |  |

| Download digital (Radio edit) |                                      |         |  |
| N.º                           | Título                               | Duração |  |
| 1.                            | "A Head Full of Dreams" (Radio Edit) | 3:29    |  |

## Pessoal
Coldplay
- Guy Berryman – guitarra base
- Jonny Buckland – guitarra elétrica
- Will Champion – bateria, percussão, vocais de apoio
- Chris Martin – vocais, piano

Músicos adicionais
- Mikkel S Eriksen – instrumentos adicionais, produção, mixagem
- Tor Erik Hermansen – instrumentos adicionais, produção, mixagem
- Rik Simpson – instrumentos adicionais, vocais de apoio, mixagem

## Tabelas musicais
| Tabela musical (2015-17)                                | Melhor posição |
| ------------------------------------------------------- | -------------- |
| Bélgica (Ultratip Bubbling Under de Flandres)           | 2              |
| Bélgica (Ultratop 50 da Valônia)                        | 14             |
| Eslováquia (Rádio Top 100)                              | 32             |
| Espanha (PROMUSICAE)                                    | 45             |
| Estados Unidos (Billboard Hot Rock & Alternative Songs) | 26             |
| França (SNEP)                                           | 156            |
| Islândia (RÚV)                                          | 2              |
| Itália (FIMI)                                           | 58             |
| Países Baixos (Single Top 100)                          | 60             |
| Reino Unido (UK Singles Chart)                          | 173            |